# Maurice Duverge
Maurice Duverge est un poète mauricien né en 1849 à l'île Maurice et mort en 1891 sur la même île. Il publie, de 1876 à 1889, six séries de Mauriciennes.